# Marti Kuusik
Marti Kuusik (ur. 4 lipca 1970) – estoński polityk, ekonomista i menedżer, od 29 do 30 kwietnia 2019 minister handlu zagranicznego i technologii informacyjnych.

## Życiorys
Absolwent ekonomii i zarządzania na Uniwersytecie Technicznym w Tallinnie. Zawodowo związany głównie z sektorem bankowym, pracował w bankach Eesti Ühispank i Tallinna Pank. W latach 1998–2006 był dyrektorem regionalnym w Hansabanku. Później zatrudniony m.in. w estońskiej filii banku UniCredit i towarzystwie ubezpieczeniowym. W latach 2013–2018 pełnił funkcję dyrektora centrum sportowego Rakvere Spordikeskus. Następnie dołączył do kierownictwa przedsiębiorstwa Threod Systems OÜ.
Związał się z Estońską Konserwatywną Partią Ludową, do której formalnie wstąpił w kwietniu 2019. W tym samym miesiącu z rekomendacji EKRE został powołany na ministra handlu zagranicznego i technologii informacyjnych w drugim rządzie Jüriego Ratasa.
Jego nominacja wzbudziła znaczne kontrowersje, głównie w związku z doniesieniami, iż miał się dopuszczać przemocy domowej. 29 kwietnia 2019 w czasie zaprzysiężenia członków rządu prezydent Kersti Kaljulaid, gdy Marti Kuusik składał przysięgę, opuściła swoje miejsce w parlamencie. Następnego dnia polityk złożył rezygnację (motywując to atakiem medialnym oraz wszczęciem formalnego postępowania) i został odwołany.